# コツコツトンネル

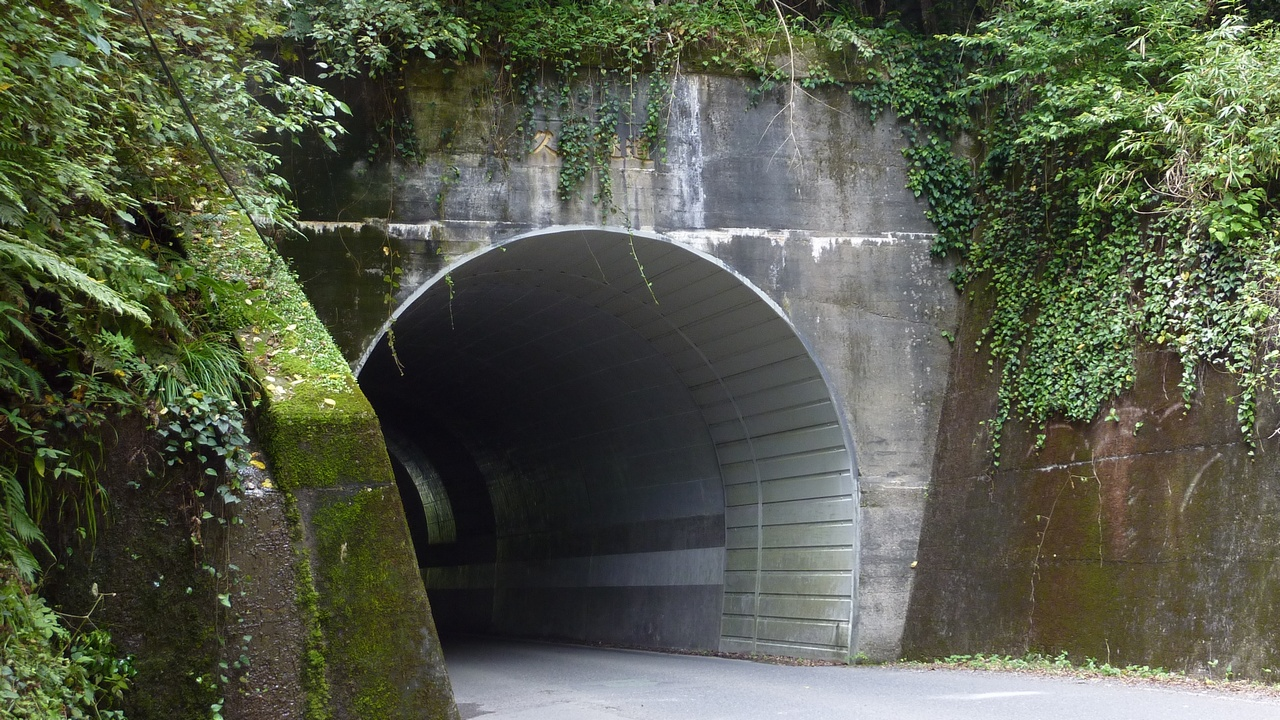
久峰隧道（コツコツトンネル）

コツコツトンネルは、宮崎県宮崎市（旧佐土原町）下那珂の国道10号線沿いにあるトンネルの通称。正式名称は久峰隧道（ひさみねずいどう）。
山中にある直線のトンネルで、全長73m、幅5.6m、高さ3.5mで、1962年に竣工した。交通量は比較的多い。
座標: 北緯32度01分33秒 東経131度27分29秒 / 北緯32.02581度 東経131.45819度